# Carole Thate
Carole Helene Antoinette Thate, née le 6 décembre 1971 à Utrecht, est une joueuse néerlandaise de hockey sur gazon.

## Biographie
Avec l'équipe des Pays-Bas de hockey sur gazon féminin, elle remporte deux médailles de bronze olympiques (1996 et 2000), une Coupe du monde en 1990 (finaliste en 1998), un Champions Trophy en 2000 et un Championnat d'Europe en 1999.
Elle est mariée depuis septembre 2005 à l'Australienne Alyson Annan.